# Pathet Lao
Pathet Lao je komunistički politički pokret i organizacija u Laosu. Organizacija je formirana sredinom 20. stoljeća i aktivna je i danas. Grupa je bila jako uspješna u svojem djelovanju i dostigla veliku političku moć nakon rata za neovisnost Laosa. Pathet Lao su uvijek usko vezali s vijetnamskim komunistima. Tijekom građanskog rata Pathet je bio jako dobro organiziran, opremljen i vođen od strane vijetnamske vojske.
Ključni ljudi ovog pokreta su bili Souphanouvong, Kaysone Phomvihane, Phoumi Vongvichit, Nouhak Phoumsavanh i Khamtay Siphandone.

## Povijest
Organizacija vuče svoje korijene još iz Drugog svjetskog rata. Izvorno ime organizacije se nikad nije saznalo, ali se zna da 1950. godine mijenjaju ime u Pathet Lao. Organizaciju su poduprli vojnici Laosa vođeni od strane Souphanouvong koji se pridružio vijetnamskoj revoluciji tijekom rata u Indokini.
U kolovozu 1950. godine Souphanouvong se pridružuje Viet Minhu (vijetnamskoj komunističkoj koaliciji koja se borila za neovisnost) i postaje glava pokreta Pathet Lao. Ovo je bio put da se da lažni dojam o pokretu tvrdeći da je Pathet Lao nestranački pokret za ujedinjenje. 
1953. godine vojnici Pathet Lao pokreta pokrenuli su invaziju na Laos iz Vijetnama, predvođeni snagama Viet Minha. Postavili su vlast u određenim provincijama Laosa odakle su planirali sve daljnje napade koji su izazvali građanski rat u kojem su značajni dijelovi Laosa bili okupirani.
Godine 1954. održana je konferencija u Ženevi koja je zahtijevala povlačenje stranih snaga i tako omogućiti pokretu Pathet Lao da uspostavi samoupravu u dvije pokrajine Laosa. Vijetnamske se snage zapravo nikad nisu povukle s ovog područja Laosa te su ova dva pokreta nastavila svoju suradnju u daljnjim operacijama.
U kasnim godinama petog desetljeća 19. stoljeća, sjeverni Vijetnam je okupirao područje istočnog Laosa. Područje je korišteno kao tranzitna ruta za vojsku i oružje koje se prevozilo do Vijetnama. U rujnu 1959. godine, sjeverni Vijetnam je formirao Grupu 959, koja je pomagala pokretu Pathet Lao u boljem organiziranju borbe protiv kraljevske vlade. Grupa 959 je opskrbljivala, uvježbavala i vojno podržavala vojnike Pathet Laa.
Tijekom šezdesetih godina bilo je pokušaja primirja, ali to nije urodilo nikakvim plodom jer se vijetnamske snage nisu planirale povući iz Laosa. Sredinom šezdesetih godina zemlja je pala u sukob između američkih i vijetnamskih neregularnih vojnih grupa. Godine 1968. Vijetnam je pokrenuo veliku invaziju na Laos u kojoj je Pathet Lao sudjelovao kao mali ogranak vijetnamskih snaga. Pathet Lao je pretrpio velike gubitke, te se povukao iz svih oružanih sukoba. Nakon što je Amerika ušla u rat s Vijetnamom, Pathet Lao je potpisao primirje i tako ostao izvan sukoba. 
To primirje je kratko trajalo jer je zahtijevalo od Pathet Laa da se razoruža, što nije bilo u njihovim interesima te sjeverni Vijetnam nije napustio njihove pokrajine. 1975. godine Pathet pod direktnom potporom sjevernog Vijetnama napada kraljevsku vladu te vlada južnog Vijetnama pada. Nakon pada vlade, Pathet Lao zauzima cijeli Laos te ruši monarhiju i uspostavlja demokratsku republiku Laos.
Nakon 1975. godine, vlada Laosa je bila optužena radi genocida protiv Hmong manjine koja je naseljavala područja države. Rudolph Rummel je procijenio kako je bilo više od 100,000 žrtava genocida nad Hmong manjinom. 
Danas, Pathet Lao je često prozvan kao pojam nacionalizma države Laos.